# セラピス

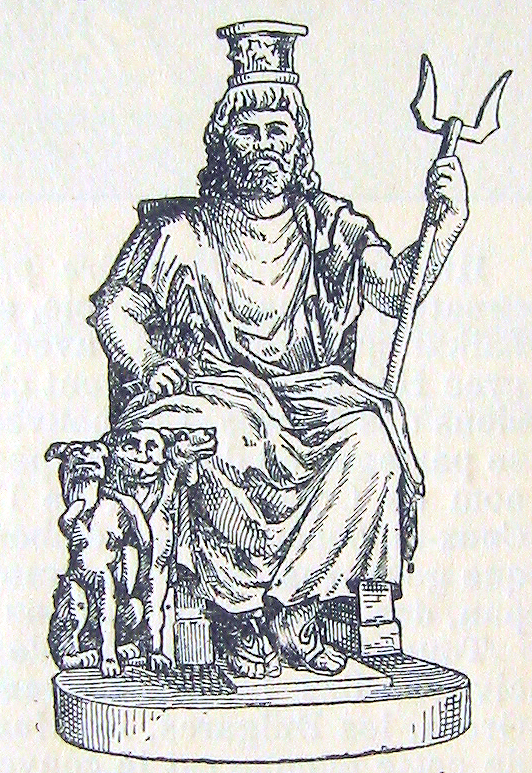
ヘレニズム期エジプトの神セラピスの姿

セラピスまたはサラピス（Serapis、古代ギリシア語: Σάραπις）は、古代におけるヘレニズム期エジプトの習合的な神である。最も有名だった神殿として、アレクサンドリアのセラペウム(en)がある。

## 起源
プトレマイオス1世の治世下で、エジプト人の宗教と統治者ら（マケドニア人）の宗教を統合する努力が行われた。プトレマイオス1世の方針は、エジプトの神官がかつての外来の支配者の神を呪っていることを踏まえ（すなわち、ヒクソスによって崇拝されたセト）、両方から崇拝される神を見出すことだった。アレクサンドロス3世はアメンを考えていたが、アメンは上エジプトで信仰が篤い神で、ギリシア人の支配力が強い下エジプトではそれほどでもなかった。ギリシア人には動物の頭を持つ像はあまり人気がなかったため、ギリシア風の人間の姿をした偶像が選ばれ、アピスと同一であると宣言した。それが「アセル＝ハピ (Aser-Hapi)」（すなわち、オシリス＝アピス）と呼ばれ、セラピス (Serapis) となった。そして、この場合のオシリスはカー（霊魂）だけの存在ではなく、完全体とされた。

## 歴史
セラピスに関する最初期の記述として、紀元前323年のアレクサンドロス3世の疑問の残る死に際しての場面がある。そこでバビロンのセラピス神殿に重体のアレクサンドロス3世を神域に移すべきか神託を伺ったという記述がある。しかしこの時代にセラピスがバビロンで祭られていたということになれば、プトレマイオス朝を起源とする説と矛盾するため、アッリアノスの時代錯誤とする説もある。ところが、バビロンにはエンキという神があり、それが「セラプシ (Serapsi)」（深淵の王）とも呼ばれていた。したがってアッリアノスがセラプシとセラピスを取り違えたという説、あるいはアレクサンドロス3世の死に関わったセラプシもプトレマイオス朝でのセラピス習合に関与しているという説もある。
プルタルコスによれば、プトレマイオス1世の夢枕に見知らぬ神が立ち、シノーペ (Sinope) からアレクサンドリアに神像を運ぶよう命令したという。アレクサンドリアに持ち込まれた神像を2人の宗教的権威がセラピスだと宣言した。1人は先史時代から「エレウシスの秘儀」を司っていた祭司の家系であるEumolpidaeで、もう1人はエジプトの学者で神官のマネトである。こうしてエジプトとギリシア双方の観点から権威付けした。
一部のエジプト学者は、この伝承で言及されている Sinope はメンフィスに既に存在していたセラペウムがあった「シノペイオンの丘」のことだとし、プルタルコスが間違っていると主張している。またタキトゥスによれば、（オシリスとアピスを完全に同一視した）セラピスはもともとラコティス（Rhakotis）という村で祀られていた神で、それがアレクサンドリアという大都市に持ち込まれ、急激に信仰が拡大したとしている。
プトレマイオス1世は、自らをその末裔と称していたディオニューソスとセラピスとの同一性を強調した。
セラピスは（同一視されたオシリスの）妻イシスと息子ホルス（をギリシア化したハルポクラテス）と共にギリシア世界で重視されるようになり、古代ローマでも信仰されるようになった。アヌビスはケルベロスと同一視された。ローマでは、第二回三頭政治の時代にカンプス・マルティウスに建てられたイシスの聖域 Iseum Campense でセラピスも崇拝された。後にウェスパシアヌスが皇帝になる過程でアレクサンドリアで体験した奇跡がセラピスによるものとされ、1世紀後半にイシスとセラピスへの信仰が広まった。フラウィウス朝以降、硬貨の図像として皇帝と共にセラピスが描かれたものが見られるようになる。その信仰は385年まで続いたが、キリスト教徒がアレクサンドリアのセラペウムを破壊し、テオドシウス1世がキリスト教を国教に定めたことでセラピスの信仰は忘れ去れることになった。
アレクサンドリアの初期のキリスト教はセラピスとイエスを混合して礼拝し、両者を差別なく崇拝していた。『ローマ皇帝群像』にあるハドリアヌス帝のものとされる書簡には、エジプトでキリスト教徒を自称する人々がセラピスを崇拝していることやセラピス信仰と称したキリスト教信仰など、信仰や慣習の大きな混乱があることを記している。

## セラピスの姿
神像は一定せず地域や年代によって様々な形態をとった、頭に穀物などを量る容器 (modius) を載せたギリシアの冥府の王であるハーデース（またはプルートー）と姿が似ている像や、手に統治権を持つことを表す王笏を持った像、冥府の番犬ケルベロスを従えたり足元にヘビが描かれた像は、エジプトの王権の象徴である蛇形記章（ウラエウス）を模している。

## ギャラリー

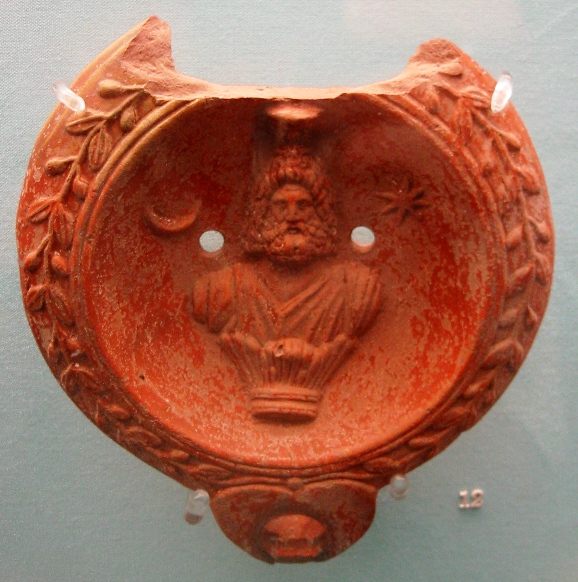
両側に三日月と星があるセラピスの胸像が描かれたランプ。ローマ帝国時代のエフェソスで作られた（2世紀前半）。エジプトで見つかったといわれている。大英博物館
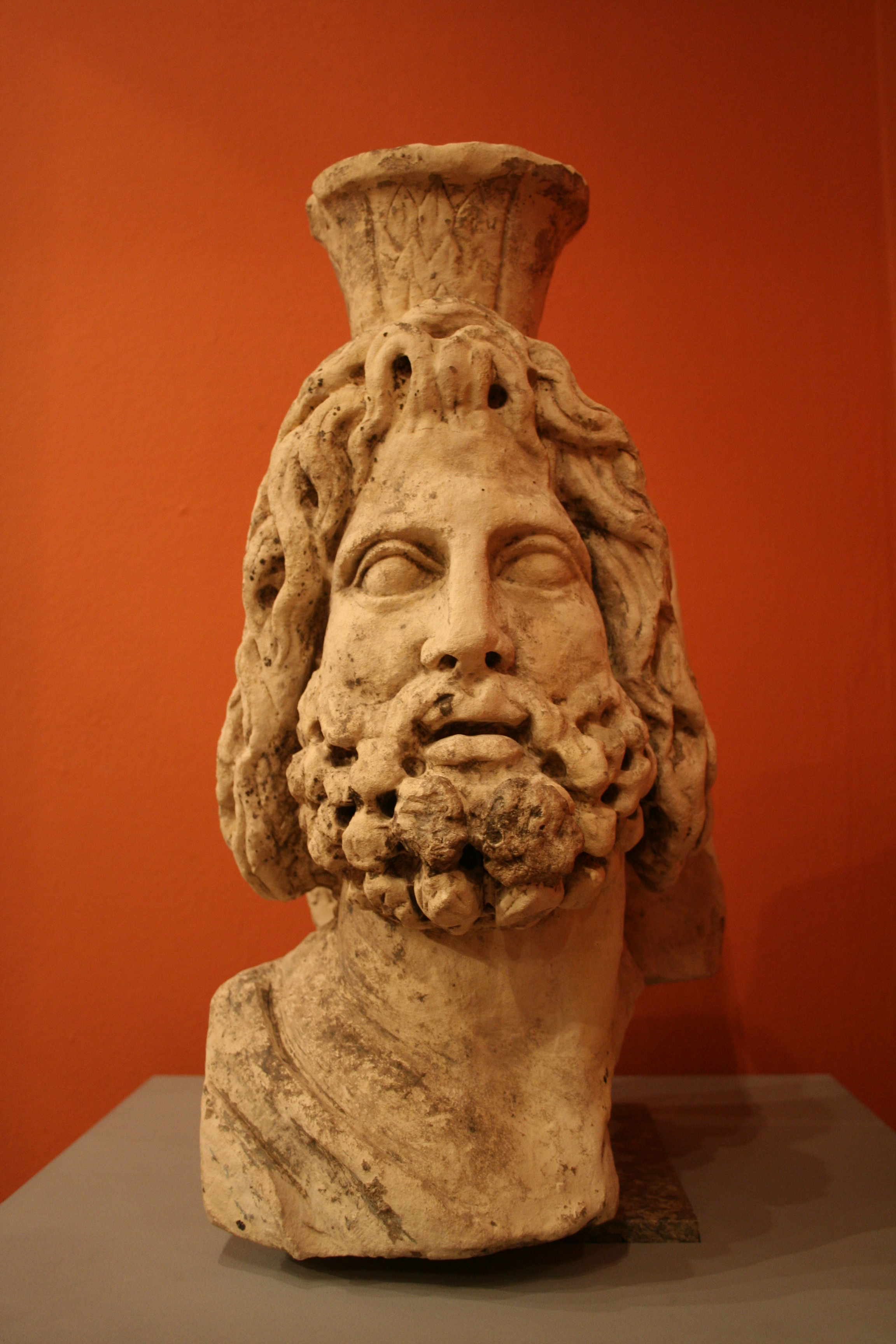
素焼きのセラピス頭部。図像学的にはゼウスに非常に近い (Staatliches Museum Ägyptischer Kunst, Munich)
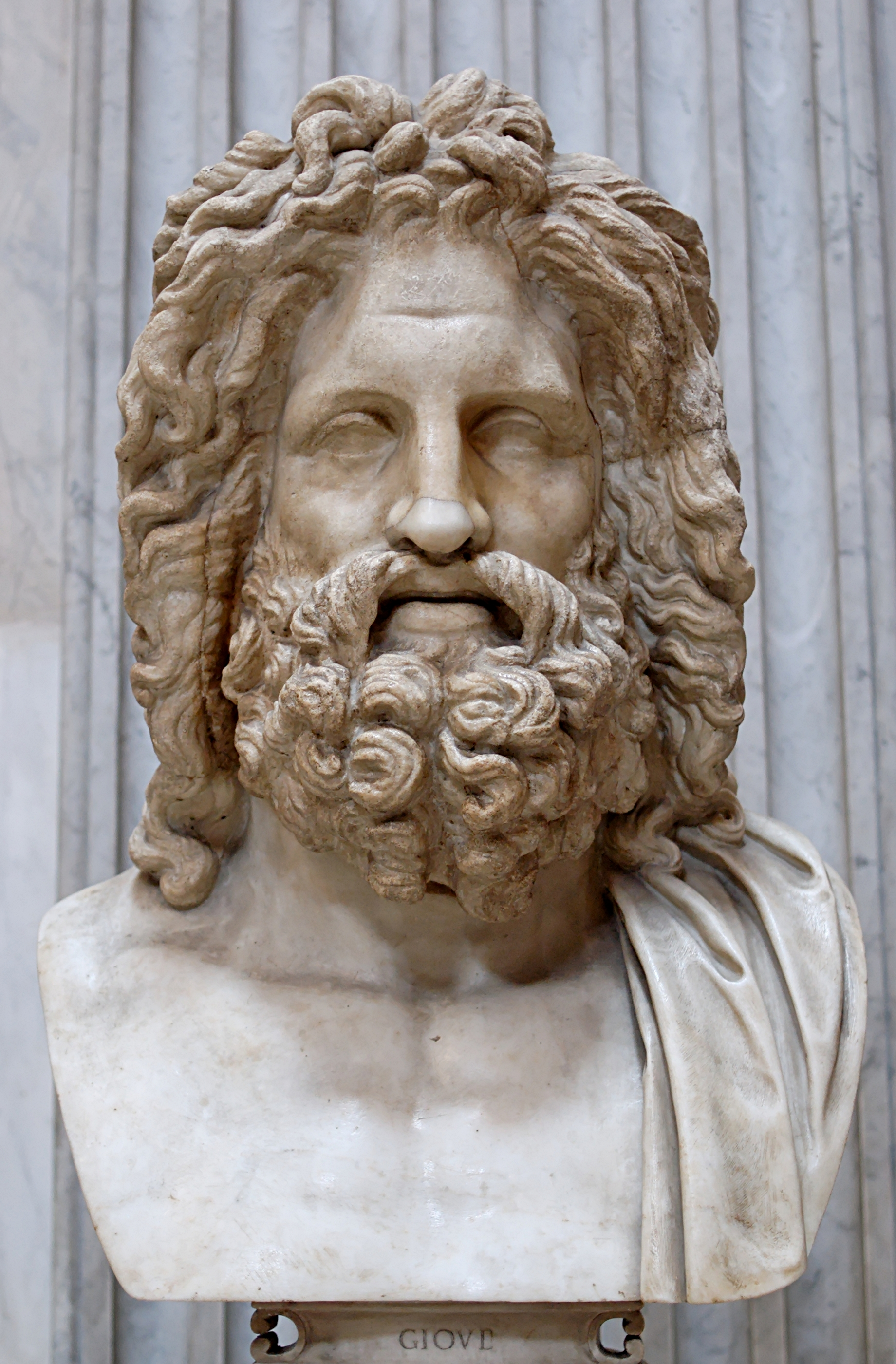
オトリーコリのゼウス
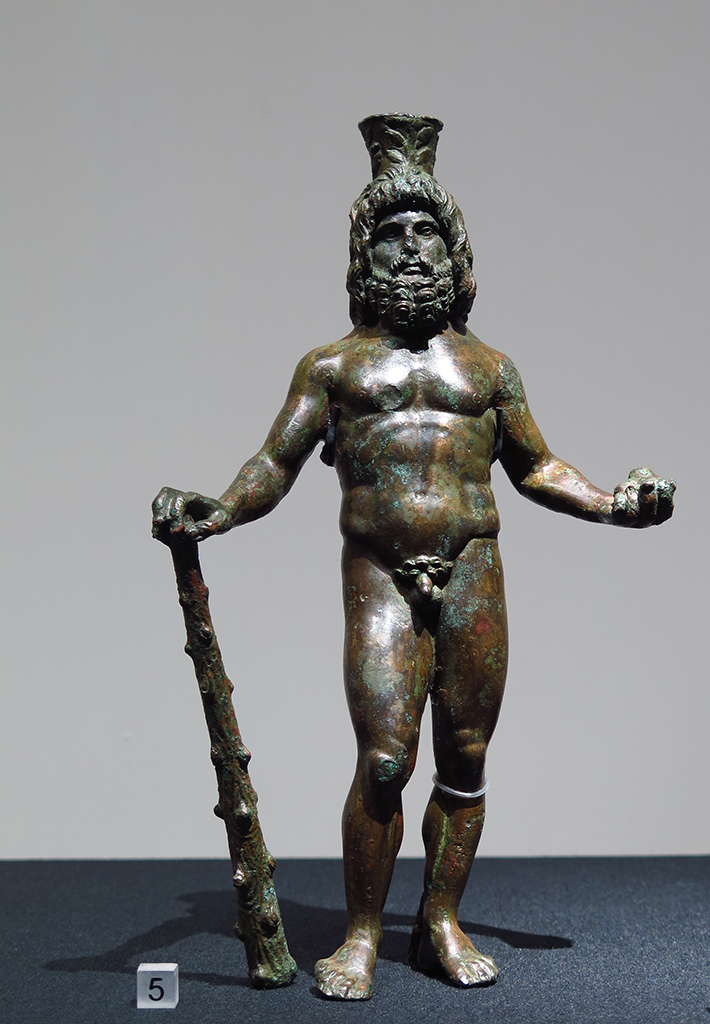
セラピスの小像。アフガニスタン バグラム
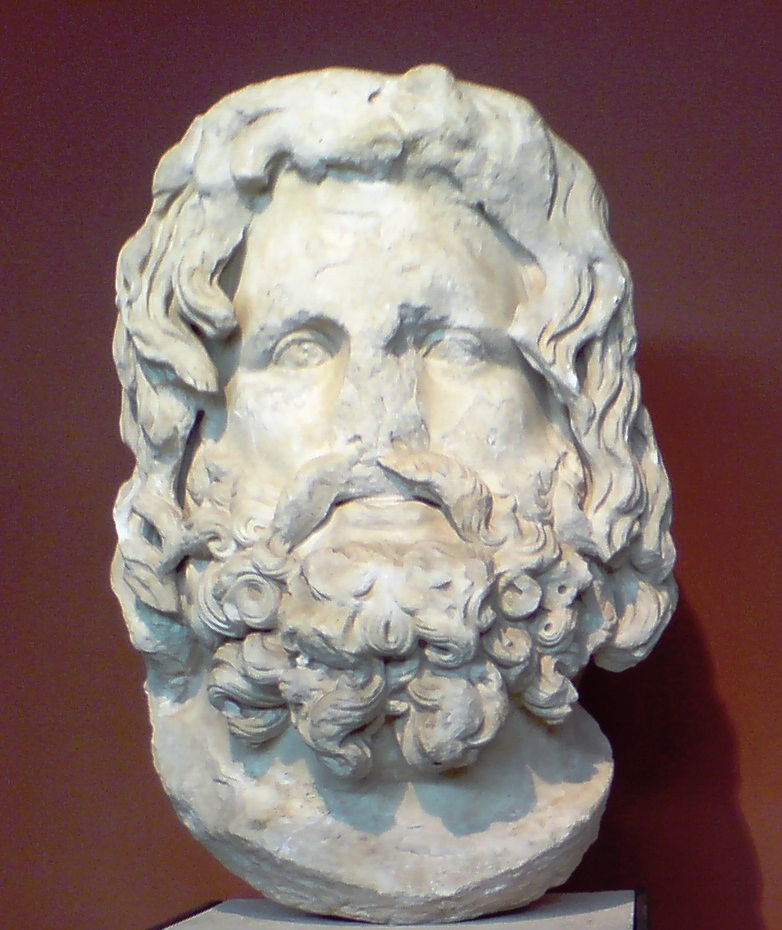
セラピスの頭部（紀元150年 - 200年）